# Niels Brock (riddare)
Niels Brock var en dansk riddare och rådsherre från slutet av 1200-talet.
Niels Brock var ledare för ett uppror på norra Jylland mot Erik Menved 1313, och blev dömd förlustig liv och gods, men lyckades undkomma ur landet. Under Kristofer II var Brock åter rådsherre.